# Wassili Jakowlewitsch Jeroschenko

Wassili Jakowlewitsch Jeroschenko

Wassili Jakowlewitsch Jeroschenko (russisch Василий Яковлевич Ерошенко; * 12. Januar 1890 in Obuchowka, Oblast Belgorod; † 23. Dezember 1952 ebenda) war ein russischer und sowjetischer Schriftsteller, Esperantist und Blindenpädagoge.

## Biographie
Jeroschenko stammte aus einer armen Familie und erblindete nach einer Maserninfektion im Alter von vier Jahren vollständig.
Um 1910 lernte Jeroschenko Anna Scharapowa kennen, die Schwägerin von Pawel Birjukow, dem Biografen von Lew Tolstoi. Scharapowa empfahl ihm, Esperanto zu lernen und in England Musik zu studieren. Ihrem Rat folgend reiste er 1912 nach London und wurde zum Studium am Royal Normal College for the Blind (heute Royal National College for the Blind) aufgenommen. 1914 kehrte er  nach Russland zurück und wurde von der Rusa Esperanto-Federacio nach Japan geschickt, wo er Blinde Esperanto lehrte und unter anderem Akita Ujaku ((秋田 雨雀), Pseudonym von Akita Tokuzō (秋田 徳三)) kennenlernte. Er reiste nach Siam und Birma, wo er an einem Blindeninstitut in Moulmein (heute Mawlamyaing) unterrichtete. 1918 hielt er sich in Kalkutta auf, von wo er von den Briten ausgewiesen wurde, worauf er über Afghanistan nach Russland zurückkehrte.
1919 ging Jeroschenko ein zweites Mal nach Japan, wo er mit Hilfe der Autorin und späteren Abgeordneten Kamichika Ichiko (1888–1981) Kinderbücher auf Japanisch veröffentlichte. 1920 wurde er von Nakamura Tsune (中村 彝) porträtiert. 1921 wurde er, nachdem er an einer Demonstration zum Ersten Mai und anderen politischen Veranstaltungen teilgenommen hatte, verhaftet und ausgewiesen. In Wladiwostok wurde er von den antikommunistischen Behörden verhaftet, konnte jedoch entkommen und gelangte als chinesischer Arbeiter verkleidet nach China, wo er Esperanto und russische Literatur an der Peking-Universität und anderen Institutionen unterrichtete.
Lu Xun hatte Jeroschenkos japanischsprachige Werke gelesen und 1922 erschien ein Band mit Jeroschenkos Werken auf Chinesisch; Lu Xun hatte einen Teil davon aus dem Japanischen und Hu Yuzhi (chinesisch 胡愈之, Pinyin Hú Yùzhī) einen Teil davon aus dem Esperanto ins Chinesische übersetzt. Jeroschenko wohnte bei Lu Xun und dessen Bruder Zhou Zuoren, die beide Esperanto sprachen. Cai Yuanpei und Lu Xun luden ihn ein, an der Peking-Universität zu unterrichten. In Shanghai begann Jeroschenko, auf Esperanto zu schreiben. 1922 nahm er am Esperanto-Weltkongress in Helsinki teil, traf unterwegs Sen Katayama (片山 潜) und kehrte dann nach China zurück. 1923 verließ er China, um am Esperanto-Weltkongress in Nürnberg teilzunehmen, und kehrte 1924 in die Sowjetunion zurück, wo er einen Kindergarten für Blinde leitete.
1929 reiste Jeroschenko nach Nordostsibirien, um seinen Bruder zu besuchen und die Lage der Blinden unter den Tschuktschen zu erkunden. Nach seiner Rückkehr schrieb er darüber mehrere Artikel auf Esperanto, die in Braille in Großbritannien und anderen Ländern erschienen.
1931 gab Ba Jin eine Sammlung von Erzählungen von Jeroschenko heraus, von denen Lu Xun einige aus dem Japanischen und Ba Jin selbst einige aus dem Esperanto ins Chinesische übersetzt hatte. 1934 erschienen Jeroschenkos gesammelte Werke auf Japanisch.
1935 ging Jeroschenko als Lehrer nach Turkmenistan. Er entging den stalinistischen Säuberungen, von denen viele Esperanto-Sprecher betroffen waren.
Bereits 1956 verfasste Takasugi Ichirō (高杉 一郎) eine Biografie Jeroschenkos auf Japanisch; weitere Biografien erschienen auf Russisch, Ukrainisch und Esperanto.

## Museum
In Stary Oskol gibt es ein Museum über Jeroschenko (Литературно-мемориальный музей Василия Ерошенко).

## Werke (Auswahl)
- Lumo kaj ombro („Licht und Schatten“, 1979). Sammlung von Erzählungen, Gedichten und Artikeln, die in China entstanden.
- La Tundro ĝemas. El vivo de Ĉukĉoj („Die Trundra ächzt. Aus dem Leben der Tschuktschen“, 1980).
- La kruĉo da saĝeco („Der Krug Weisheit“, 1955). Vier Erzählungen, die letzten Werke des Autors.
- Cikatro de amo („Eine Narbe der Liebe“, 1996). Mit einem Vorwort von Ba Jin.
- Stranga kato („Eine seltsame Katze“, 1983).
- The narrow cage and other modern fairy tales; translated by Adam Kuplowsky ; foreword by Jack Zipes, (Sprache des Originals: Japanisch, Esperanto), New York : Columbia University Press, 2023, ISBN 978-0-231-20768-3